# Olgiata
Olgiata est une frazione située dans la zone « Z » de la ville de Rome, au Latium, en Italie.

## Histoire
Durant l'Antiquité, le territoire de l'Olgiata faisait partie des possessions étrusques, en particulier de la ville de Véio, dont les traces sont visibles dans certains tunnels artificiels. Avec l'ascension de Rome, la zone devient rurale, avec des villas et des fermes, à l'instar des villages voisins de Casalotti et Primavalle. La fin de l'Empire romain fait que la zone reste inhabitée pendant longtemps, jusqu'à ce que le pape Zacharie fonde des colonies agricoles dans la campagne romaine, parmi lesquelles celle de Galeria, qui comprend également le territoire de l'Olgiata.
Au cours des siècles suivants, le territoire appartient à diverses compagnies religieuses et, à partir de 1081, à la basilique Saint-Paul-hors-les-Murs. Par la suite, le territoire, disputé entre les principales familles baroniales de Rome, est intégré au duché de Bracciano, en partie comme territoire de Cesano et en partie comme territoire d'Isola Farnese. En 1566, la famille Olgiati, de riches banquiers émigrés de Milan, avec Alessandro Olgiati, achète aux Orsini les terres avec lesquelles elle constitua le domaine de 878 hectares qui prit le nom d'Olgiata.
En 1645, le territoire passe aux Franceschi qui, à leur tour, le vendent en 1744 aux Chigi. Ils en sont propriétaires jusqu'à la première moitié du XXe siècle, avec une superficie d'environ 848 hectares.